# Route d'Occitanie
De Route d'Occitanie, voorheen Route du Sud, is een meerdaagse wielerwedstrijd die jaarlijks in het zuiden van Frankrijk wordt verreden.
De wedstrijd vindt plaats in juni en geldt daarom als belangrijke voorbereiding op de Ronde van Frankrijk, enkele weken later. De wedstrijd bestaat sinds 1977 en duurt meestal drie dagen. De laatste etappe is traditioneel een zware bergrit in de Pyreneeën, waardoor op de erelijst veel goede klimmers staan. Sinds 2005 maakt de Route du Sud deel uit van het Europese continentale circuit.
De leiderstrui van het Algemeen klassement is oranje; Puntenklassement groen; Jongerenklassement wit; Bergklassement blauw met witte bollen.

## Lijst van winnaars

### Meervoudige winnaars
| Zeges | Renner                  | Land        | Jaren            |
| ----- | ----------------------- | ----------- | ---------------- |
| 3     | Gilbert Duclos-Lassalle | Frankrijk   | 1980, 1983, 1989 |
| 2     | Laurent Dufaux          | Zwitserland | 1991, 1995       |
| 2     | Thomas Voeckler         | Frankrijk   | 2006, 2013       |
| 2     | Nairo Quintana          | Colombia    | 2012, 2016       |
| 2     | Alejandro Valverde      | Spanje      | 2018, 2019       |
| 2     | Michael Woods           | Canada      | 2022, 2023       |

### Overwinningen per land
| Zeges | Land                                      |
| ----- | ----------------------------------------- |
| 19    | Frankrijk                                 |
| 5     | Spanje                                    |
| 4     | Zwitserland                               |
| 3     | Australië, Colombia, Ierland              |
| 2     | Polen, Verenigde Staten, Canada           |
| 1     | Italië, Kazachstan, Litouwen, Wit-Rusland |

1977 · 1978 · 1979 · 1980 · 1981 · 1982 · 1983 · 1984 · 1985 · 1986 · 1987 · 1988 · 1989 · 1990 · 1991 · 1992 · 1993 · 1994 · 1995 · 1996 · 1997 · 1998 · 1999 · 2000 · 2001 · 2002 · 2003 · 2004 · 2005 · 2006 · 2007 · 2008 · 2009 · 2010 · 2011 · 2012 · 2013 · 2014 · 2015 · 2016 · 2017 · 2018 · 2019 · 2020 · 2021 · 2022 · 2023 · 2024  · 2025